# Дюкейлар, Поль
Поль Дюкейлар (фр. Paul Duqueylar; 31 октября 1771, Динь-ле-Бен — 9 апреля 1829 или 1 марта 1845, Ламбеск) — французский исторический живописец.

## Биография

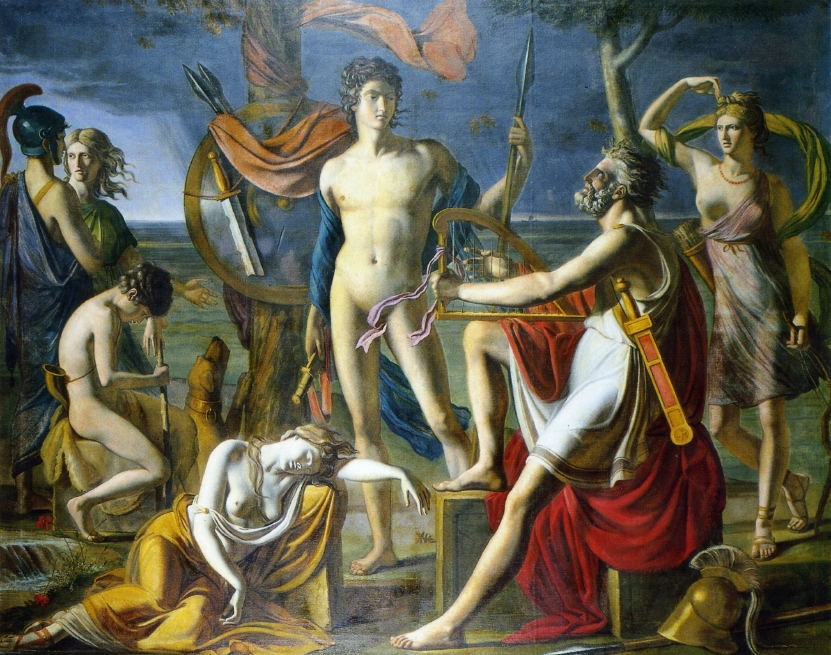
Оссиан декламирует свои песни, 1800, Музей Гране

Родился в 1771 году в Провансе в городе Динь-ле-Бен. Учился живописи в Париже у Жака Луи Давида. Входил в группу тех учеников мастера, которые выступали против его художественного стиля и взамен предлагали своё собственное видение ампира.
Несколько лет в начале XIX столетия Дюкейлар провёл в Риме. Его картины этого периода, особенно «Суд Миноса» и «Велизарий» (обе были написаны в Риме в 1804 году), произвели большое впечатление на публику и были описаны драматургом Августом фон Коцебу в числе увиденных им достопримечательностей в его «Воспоминаниях об Италии».
После возвращения во Францию Дюкейлар поселился в провинциальном городе Ламбеске. Поздний период его жизни известен плохо.
Скончался Дюкейлар не ранее 1829 года (по другим данным, не ранее 1831 года), но некоторые источники называют 1845 год.
Две работы художника, «Оссиан» и «Велизарий», хранятся в собрании французского музея Гране.

## Галерея

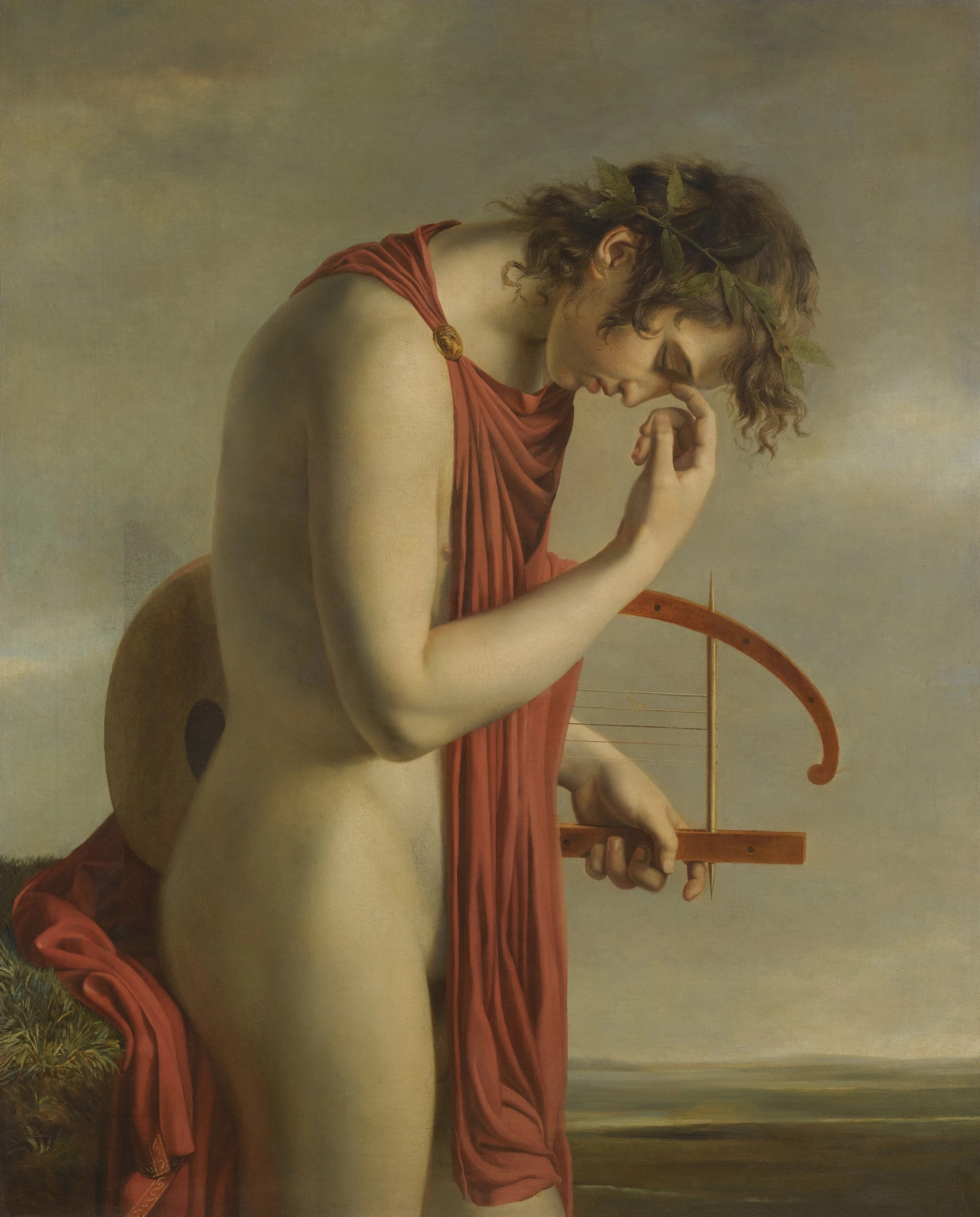
Орфей (атрибуция аукционного дома Сотбис). Частное собрание
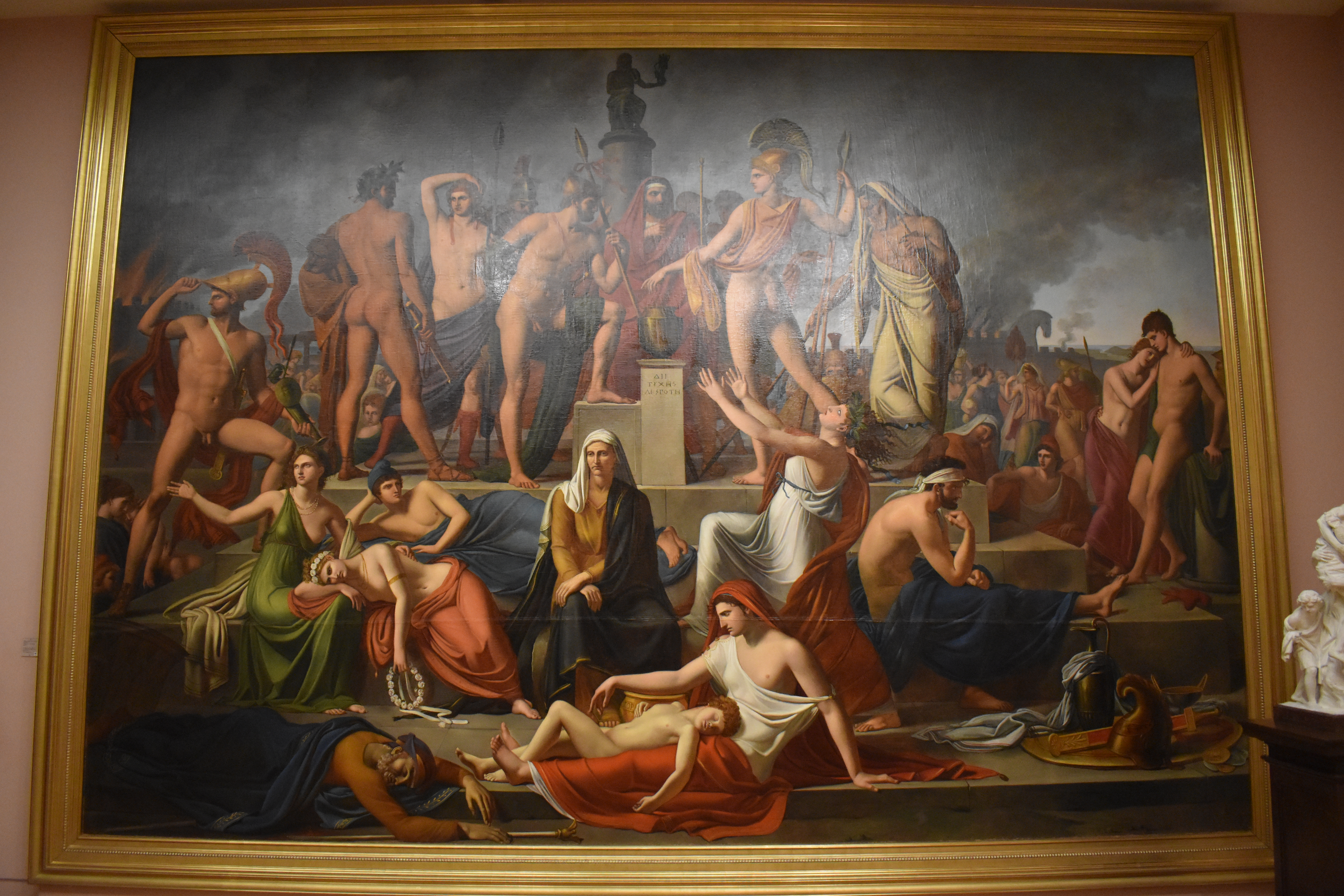
Греческие герои тянут жребий за пленников, которых они захватили в Трое